# Municipio de Jiménez (Coahuila)
El municipio de Jiménez es uno de los 38 municipios en que se encuentra dividido para su administración interior el estado mexicano de Coahuila de Zaragoza, se localiza en su extremo norte, en la frontera con Estados Unidos y su cabecera es la población de Jiménez.

## Geografía
Jiménez se localiza al norte del estado de Coahuila y tiene una extensión territorial total de 2203.86 kilómetros cuadrados, que representantan el 2.01% de la superficie total del estado; sus coordenadas geográficas extremas son 28° 45' - 29° 18' de latitud norte y 101° 22' - 100° 40' de longitud oeste, su altitud fluctúa entre 100 y 300 metros sobre el nivel del mar.
El territorial municipal limita al norte con el municipio de Acuña, al sur y al oeste con el municipio de Zaragoza y al sureste con el municipio de Piedras Negras; al este, noreste y norte sus límites corresponden al estado de Texas en los Estados Unidos, particularmente con el Condado de Maverick y con el Condado de Kinney. y con Condado de Val Verde

### Orografía e hidrografía
El territorio de Jiménez es mayormente plano, en su territorio comienza el valle que recorre el río Bravo hasta su desembocadura, el terreno tiene una ligera inclinación en sentido hacia el río.
La principal corriente del municipio es el río Bravo que lo recorre en la zona noreste marcando el límite internacional con Estados Unidos, el principal afluente del Bravo que recorre a Jiménez es el río San Rodrigo que tiene un sentido oeste-este y entra al municipio proveniente del de Zaragoza y continúa hacia el de Piedras Negras, también existe el río San Diego que recorre el municipio de este a oeste dividiendo al municipio en dos, además existen varios arroyos menores entre los que se encuentra los denominados Las Vacas, Tule y El Lobo. Todo el territorio de Jiménez pertenece a la Región hidrológica Bravo-Conchos y a la Cuenca río Bravo-Piedras Negras.

### Clima y ecosistemas
En Jiménez se encuentra dos tipos de climas, la zona noreste y este registra clima catalogada como Semiseco semicálido, y en la zona oeste y sur el clima es Seco semicálido; la temperatura media anual de todo el territorio municipal es superior a los 20 °C; la precipitación promedio del territorio se divide en tres zonas, la más al este, junto al río Bravo tiene un promedio de 400 a 500 mm, la zona central del municipio de 300 a 400 mm y la zona más oeste de 200 a 300 mm.
Debido a su clima y precipitación, la flora del municipio de Jiménez es eminentamente de matorral desértico, con excepción de pequeñas zonas dedicadas a la agricultura de riego y al pastizal; las principales especies son arbustos y plantas xerófilas; entre las principales especies animales que se pueden encontrar están coyote, liebre, conejo, rata, víbora, tortuga, gavilán, zopilote y codorniz.

## Demografía
La población total de Jiménez según el Censo de Población y Vivienda de 2017 realizado por el Instituto Nacional de Estadística y Geografía es de 13 580 habitantes, de los que 7 369 son hombres y 6 211 son mujeres.

### Localidades
En el Censo de 2020 el municipio de Escobedo contaba con 114 localidades.
| Código INEGI      | Localidad         | Población (2020) |
| ----------------- | ----------------- | ---------------- |
| 050140020         | San Carlos        | 3 303            |
| 050140001         | Jiménez           | 1 162            |
| Otras localidades | Otras localidades | 5 037            |
| Total municipal   | Total municipal   | 9 502            |

## Política
El gobierno del municipio de Jiménez le corresponde al Ayuntamiento el cual es formado por el presidente municipal, el Síndico y un cabildo integrado por seis regidores, de los cuales cuatro son electos por mayoría relativa y dos mediante representación proporcional, todos son electos para un periodo de cuatro años no renovable para el periodo inmediato pero si de manera intercalada.
El Ayuntamiento entra a ejercer su cargo el día 1 de enero del año siguiente en que tuvo verificativo el proceso electoral.

### Representación legislativa
Para la elección de diputados, tanto locales al Congreso de Coahuila como federales a la Cámara de Diputados de México, el municipio de Jiménez se encuentra integrado dentro de los siguientes distritos electorales:
Local:
- Distrito electoral local 19 de Coahuila con cabecera en Ciudad Acuña.[15]

Federal:
- Distrito electoral federal 1 de Coahuila con cabecera en Piedras Negras.[16]

### Presidentes municipales
- (1997 - 1999): Juan Antonio Baldera Balboa
- (2000 - 2002): Federico Ordóñez Coronado
- (2003 - 2005): Agapito Balderas Elizondo
- (2006 - 2009): Francisco Trujillo Reyes
- (2010 - 2012): Mario Robles Molina
- (2012 - 2013): Juan Antonio Balderas Balboa
- (2014 - 2017): Salvador Ricardo Lozano Arizpe
- (2018): Raul Pecina Villarreal
- (2019- 2021): Raul Pecina Villareal